# Knox County (Kentucky)
Knox County ist ein County im Bundesstaat Kentucky der Vereinigten Staaten. Das U.S. Census Bureau hat bei der Volkszählung 2020 eine Einwohnerzahl von 30.193 ermittelt.
Der Verwaltungssitz (County Seat) ist Barbourville, benannt wurde es nach James Barbour, der das Land für das Bezirksgerichtsgebäude zur Verfügung stellte. Das County gehört zu den Dry Countys, was bedeutet, dass der Verkauf von Alkohol eingeschränkt oder verboten ist.

## Geographie
Das County liegt im Südosten von Kentucky, ist im Süden etwa 20 km von Tennessee, im Südosten etwa 30 km von Virginia entfernt und hat eine Fläche von 1004 Quadratkilometern ohne nennenswerte Wasserfläche. Es grenzt im Uhrzeigersinn an folgende Countys: Clay County, Bell County, Whitley County und Laurel County.

## Geschichte
Knox County wurde am 19. Dezember 1799 aus Teilen des Lincoln County gebildet. Benannt wurde es nach Henry Knox, einem General und US-Kriegsminister. Nähe Barbourville fand am 19. September 1861 im Rahmen des Sezessionskriegs eine Schlacht zwischen etwa 300 Mann starken Unionstruppen und 800 Mann starken Konföderierten statt, die die Konföderierten für sich entscheiden konnten.
Insgesamt sind acht Bauwerke und Stätten des Countys, darunter das Knox County Courthouse in Barbourville, im National Register of Historic Places eingetragen (Stand 9. Oktober 2017).

## Demografische Daten
Nach der Volkszählung im Jahr 2000 lebten im Knox County 31.795 Menschen in 12.416 Haushalten und 8.939 Familien. Die Bevölkerungsdichte betrug 32 Einwohner pro Quadratkilometer. Ethnisch betrachtet setzte sich die Bevölkerung zusammen aus 97,84 Prozent Weißen, 0,82 Prozent Afroamerikanern, 0,25 Prozent amerikanischen Ureinwohnern, 0,17 Prozent Asiaten, 0,02 Prozent Bewohnern aus dem pazifischen Inselraum und 0,08 Prozent aus anderen ethnischen Gruppen; 0,82 Prozent stammten von zwei oder mehr Ethnien ab. 0,57 Prozent der Bevölkerung waren spanischer oder lateinamerikanischer Abstammung.
Von den 12.416 Haushalten hatten 34,4 Prozent Kinder und Jugendliche unter 18 Jahre, die bei ihnen lebten. 54,3 Prozent waren verheiratete, zusammenlebende Paare, 13,6 Prozent waren allein erziehende Mütter, 28,0 Prozent waren keine Familien, 25,7 Prozent waren Singlehaushalte und in 10,6 Prozent lebten Menschen im Alter von 65 Jahren oder darüber. Die Durchschnittshaushaltsgröße betrug 2,51 und die durchschnittliche Familiengröße lag bei 3,01 Personen.
Auf das gesamte County bezogen setzte sich die Bevölkerung zusammen aus 26,2 Prozent Einwohnern unter 18 Jahren, 9,7 Prozent zwischen 18 und 24 Jahren, 28,1 Prozent zwischen 25 und 44 Jahren, 23,2 Prozent zwischen 45 und 64 Jahren und 12,8 Prozent waren 65 Jahre alt oder darüber. Das Durchschnittsalter betrug 35 Jahre. Auf 100 weibliche Personen kamen 92,9 männliche Personen. Auf 100 Frauen im Alter von 18 Jahren alt oder darüber kamen statistisch 88,7 Männer.
Das jährliche Durchschnittseinkommen eines Haushalts betrug 18.294 USD, das Durchschnittseinkommen der Familien betrug 23.136 USD. Männer hatten ein Durchschnittseinkommen von 24.833 USD, Frauen 18.390 USD. Das Prokopfeinkommen betrug 10.660 USD. 29,6 Prozent der Familien und 34,8 Prozent der Bevölkerung lebten unterhalb der Armutsgrenze. Davon waren 42,4 Prozent Kinder oder Jugendliche unter 18 Jahre und 28,9 Prozent waren Menschen über 65 Jahre.

## Orte im County
- Anco
- Arkle
- Artemus
- Barbourville
- Baughman
- Bimble
- Boone Heights
- Camp Grounds
- Cannon
- Corbin
- Crane Nest
- Dewitt
- Dishman Springs
- Emanuel
- Erose
- Flat Lick
- Gibbs
- Girdler
- Gray
- Hammond
- Heidrick
- Himyar
- Hinkle
- Kayjay
- Moore Hill
- North Corbin
- Old Flat Lick
- Permon
- Providence
- Rossland
- Scalf
- Siler
- Sprule
- Swan Lake
- Swanpond
- Tedders
- Trosper
- Walker
- Warren
- Wheeler
- Wilton
- Woollum